# Office national interprofessionnel de l'élevage et de ses produits
 (juin 2024).
L'Office national interprofessionnel de l'élevage et de ses produits était un office agricole français chargé de la filière des produits animaux, créé en 2006 par la fusion de deux offices antérieurs, l'Office national interprofessionnel du lait et des produits laitiers (ONILAIT) et l'office national interprofessionnel de la viande (OFIVAL). Cet office s'occupe principalement des filières laitière, d'élevage bovin ainsi que des autres productions animales : porcs, moutons, chèvres, produits avicoles (poulet, dinde, œufs, foie gras...), lapins, etc.

## Missions
L'office, généralement appelé Office de l'élevage ou ONIEP, a pour missions :
- les missions d’expertise, d’assistance, d’information et de communication sur les filières ;
- les politiques d’orientation des productions et de développement des filières ;
- la gestion du service public de l’équarrissage et des farines animales ;
- fiabiliser les transactions sur le marché ;
- le paiement des aides communautaires ; cette compétence étant transférée progressivement à l'Agence unique de paiement (AUP) ;
- le contrôle du respect des dispositions règlementaires européennes.

## Moyens
Le siège de l'ONIEP est situé, depuis juillet 2007, à Montreuil (Seine-Saint-Denis).
Il a disposé, en 2006, d'un budget de fonctionnement de 57 M€, et a distribué 452 M€ de fonds publics. L'office compte 616 agents.

## Évolution
En 2009, l'office de l'élevage s'est regroupé avec 4 autres offices agricoles (Viniflhor, ONIGC, OFIMER et ONIPPAM) pour créer FranceAgriMer.